# Epalzeorhynchos frenatus
Epalzeorhynchos frenatum (Fowler, 1934) è un pesce della famiglia  dei Ciprinidi originario dell'Asia (Thailandia e Indonesia).
È la specie più colorata della famiglia e per questo è spesso utilizzata in acquari di acqua dolce.
Si distingue facilmente dall'E. bicolor poiché ha le pinne colorate di rosso. Nei maschi la pinna anale ha il contorno nero.
Vive in media tra i cinque e gli otto anni e può raggiungere una lunghezza di 15 cm.
In inglese viene chiamato rainbow shark (letteralmente "squalo arcobaleno"), ma l'animale, un ciprinide, non ha nulla a che vedere con gli squali.

## Biologia

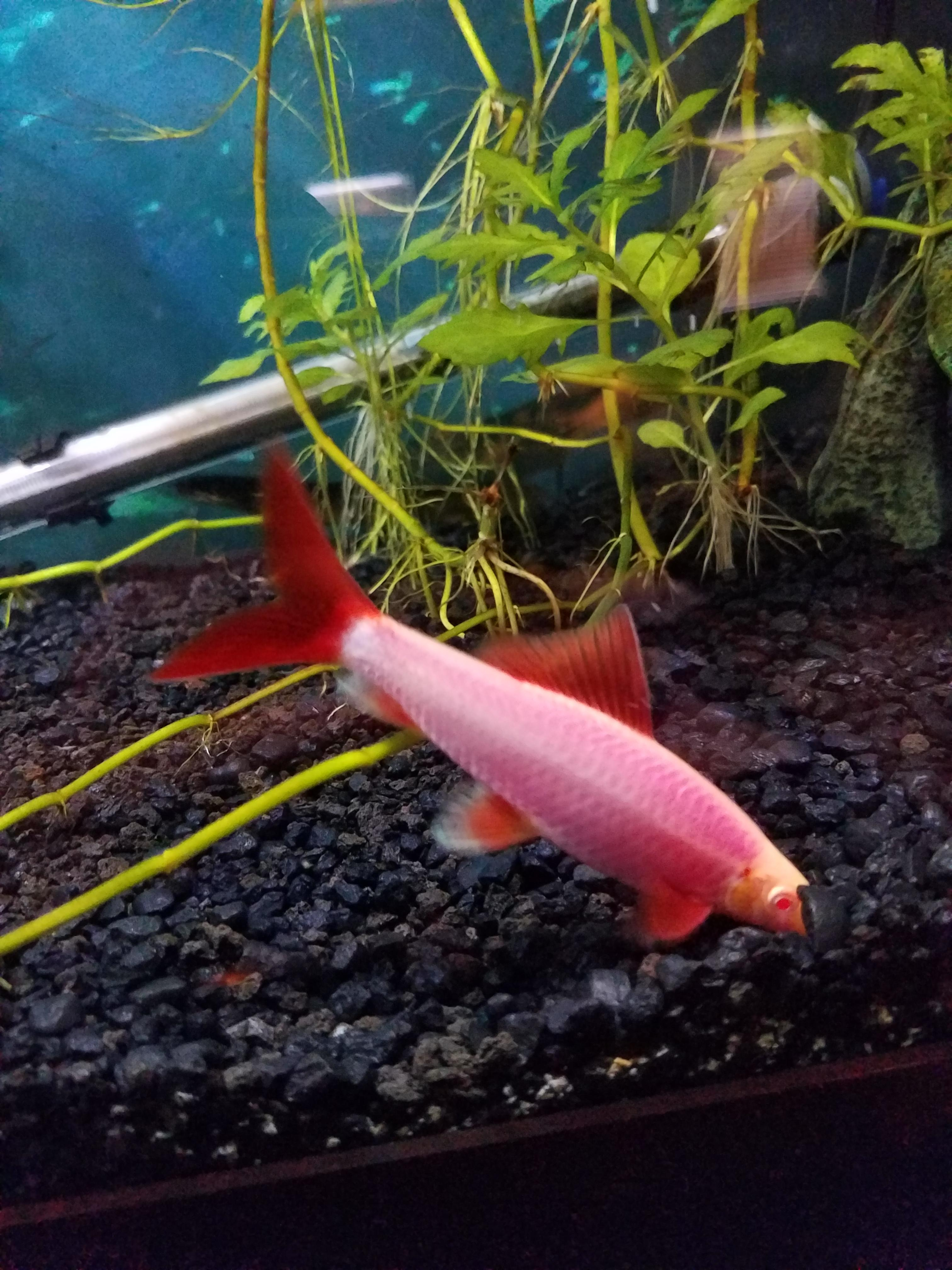
Epalzeorhynchos frenatus GloFish

Questo pesce predilige vasche ricche di nascondigli, ad esempio vasetti appoggiati sul fondo, e con piante galleggianti che riducono l'intensità della luce. 
È molto meno aggressivo di Epalzeorhynchos bicolor e perciò si può riprodurre più facilmente.
Le femmine gonfie di uova, depongono più di 4.000 uova in una sola volta. Gli avannotti appena nati possono essere già alimentati con Artemia salina.
La varietà albina di E. frenatum è facilmente reperibile. Le pinne sono ancora rosse, mentre il corpo è bianco o trasparente.